# Larry Cressman
Larry Cressman (* 1945) ist ein US-amerikanischer Grafiker und Installationskünstler.
Cressman studierte an der University of Michigan bis 1975 Design und Grafik. Seit 1976 unterrichtet er Druck und Grafik in Studio Arts Program der University of Michigan. Daneben unterrichtete er auch an der University of Rhode Island, der University of Toledo und am Washtenaw Community College in Ann Arbor, Michigan.
Bereits während seiner Studienzeit hatte Cressman Ausstellungen in der Region um Michigan und erhielt den Preis des Michigan Council for the Arts für bildende Künstler. Eine ständige Ausstellung seiner Werke zeigt die Hill Gallery in Birmingham/Michigan seit 1986. Weitere Ausstellungen seiner Grafiken und Installationen fanden u. a. am Detroit Institute of Arts und an der Carnegie Mellon University, in der Lenore Gray Gallery in Providence, Rhode Island sowie im Kunstmuseum der University of Michigan gezeigt.
Vier Installationen Cressmans waren Teil der Gruppenausstellung Super-sized: Large Scale Drawing from New York and Detroit, die in der Meadowbrook Art Gallery der Oakland University in Rochester/Michigan gezeigt wurde. 2008 präsentierte der Maler Charles McGee in der Buckham Gallery in Flint/Michigan unter dem Titel Artist Reunion eine Ausstellung mit eigenen und Werken von Cressman und Harry Zmijewski.

## Werke
- Stack, 1995
- Drawing (on past experience), 2002
- Shelf live, 2005
- Drawing (on end), 2005
- Floater, 2006
- Field Work I, 2006
- Drawing (in a corner), 2007